# Ragnar Svanström
Ernst Ragnar Svanström, född 26 juni 1904 i Stockholm, död 28 juni 1988, var en svensk historiker och bokförlagsman.
Ragnar Svanström var son till grosshandlaren Ernst Gustaf Julius Svanström. Efter studentexamen i Stockholm 1923 studerade han vid Stockholms högskola, blev filosofie kandidat 1926 och filosofie licentiat 1932. Han var redaktör för Bonniers konversationslexikon 1926–1929 och av redaktionen för Svenskt medeltidsregister 1928–1934 samt tjänstgjorde vid folkomröstningskommissionen i Saar 1934–1935. 1935 inträdde han som medhjälpare vid författandet och utgivandet av Carl Grimbergs världshistoria, vilket han efter Grimbergs död 1941 övertog. Han utgav del 11 1946 och del 12 1951. Från var han litterär chef vid P. A. Norstedt & Söners förlag och från 1948 ledamot av bolagets styrelse. Svanström var medarbetare i Nya Dagligt Allehanda 1929–1933 och i Svenska Dagbladet 1933–1934 samt var medlem av redaktionen för Nordens frihet 1940–1945. Svanström utgav en rad arbeten med ämnen ur nyare europeisk historia, bland annat Kring kejsaren. Tyska porträtt 1890–1914 (1932), Kampen om freden och kolonierna. Imperialistiska strömningar under 1800-talets senare del (Vår egentids historia del 2, 1934, tillsammans med Bo Enander), A short history of Sweden (1934, tillsammans med Carl-Fredrik Palmstierna), Den brittiska fronten (1936), vilken behandlade brittisk utrikespolitik 1900–1914 med tyngdpunkten lagd på relationerna till Tyskland, samt Winston Churchill (1945).